# San Adrián de Juarros
San Adrián de Juarros è un comune spagnolo di 92 abitanti situato nella comunità autonoma di Castiglia e León.
Comprende la località di Brieva de Juarros.